# Gauteng
Le Gauteng (/xaʊˈtɛŋ/ ; en zoulou : eGoli ; en tsonga : Gauteng/eXilungwini ; en xhosa : iRhawuti ; en ndébélé du Transvaal : I-Gauteng) est l'une des neuf provinces d'Afrique du Sud. Créée en 1994 sous le nom de Pretoria-Witwatersrand-Vereeniging dans la région comprenant le Witwatersrand, Johannesburg, Pretoria et une partie du triangle du Vaal, elle prend son nom de Gauteng en juin 1995.
Située sur le haut plateau du Highveld, le Gauteng est actuellement la province la plus petite quant à la superficie, et la plus peuplée d'Afrique du Sud avec 15,488 millions d'habitants.

## Toponymie
Le toponyme Gauteng provient du mot afrikaans goud (« or ») et du suffixe locatif sesotho -ng ; il signifie donc « lieu d'or ». En sesotho, ce nom désignait Johannesbourg et ses environs bien avant qu'il désigne une province.
Le Gauteng a donné son nom à Homo gautengensis, une espèce humaine éteinte décrite en 2010 à partir de restes fossiles trouvés dans le Gauteng.

## Histoire
En 1910, le Transvaal est l'une des quatre colonies britanniques fondatrices de l'Union d'Afrique du Sud au côté de l'ancienne colonie du Cap, celle du Natal, et celle de l'État libre d'Orange.
Jusqu'en avril 1994, le Gauteng, alors désignée sous le nom global de Witwatersrand puis de Pretoria-Witwatersrand-Vereeniging (PWV), n'est qu'une sous-région économique et administrative au sein de la province du Transvaal, comprenant Johannesburg, Pretoria et le nord du triangle du Vaal.
En avril 1994, dans le cadre de l'entrée en vigueur de la nouvelle constitution sud-africaine de 1993, la province du Transvaal est divisée en quatre nouvelles provinces dont celle de  Pretoria-Witwatersrand-Vereeniging  correspondant essentiellement à l'ancienne sous-région du Witwatersrand.
En juin 1995, le PWV est rebaptisé officiellement Gauteng.
Le 12 décembre 2021, la province connait sa plus grande crise de COVID-19 avec 16 000 nouvelles infections.

## Géographie
Le Gauteng est la province la plus urbanisée d'Afrique du Sud.
Ses principales villes sont Pretoria la capitale administrative du pays et Johannesbourg, la capitale économique.
Il faut citer également Krugersdorp, Springs et le plus grand township du pays, Soweto.

### Composition administrative

Carte des municipalités du Gauteng
(depuis mai 2011)

De 2000 à 2011, le Gauteng se compose de treize municipalités rassemblées en trois métropoles et quatre districts municipaux, ces derniers représentant neuf municipalités locales. À la suite de l'incorporation du district municipal de Metsweding comprenant les municipalités locales de Kungwini et de Nokeng Tsa Taemane dans la municipalité métropolitaine de Tshwane, le Gauteng compte toujours trois municipalités métropolitaines mais plus que deux districts municipaux et 7 municipalités locales.
| Villes/Communes/localités/townships | Municipalité locale            | Municipalité de district | Municipalité métropolitaine |
| --- | ------------------------------ | ------------------------ | --------------------------- |
| Alexandra - Johannesbourg - Lenasia - Midrand - Randburg - Roodepoort - Sandton - Soweto |                                |                          | Johannesbourg               |
| Alberton - Germiston - Benoni - Boksburg - Brakpan - Daveyton - Devon - Duduza - Edenvale - Impumelelo - Isando - Katlehong - Kempton Park - KwaThema - Nigel - Reiger Park - Springs - Tembisa - Thokoza - Tsakane - Vosloorus - Wattville |                                |                          | Ekurhuleni                  |
| Atteridgeville - Centurion - Hammanskraal - Irene - Mamelodi - Pretoria - Soshanguve |                                |                          | Tshwane                     |
| Bronkhorstspruit - Ekangala - Bronberg | Kungwini (2000-2011)           | Metsweding (2000-2011)   | Tshwane (depuis avril 2011) |
| Cullinan - Hammanskraal - Refilwe - Zithobeni | Nokeng Tsa Taemane (2000-2011) | Metsweding (2000-2011)   | Tshwane (depuis avril 2011) |
| Boipatong - Bophelong - Evaton - Sebokeng - Sharpeville - Vanderbijlpark - Vereeniging | Emfuleni                       | Sedibeng                 |                             |
| Meyerton | Midvaal                        | Sedibeng                 |                             |
| Heidelberg - Ratanda | Lesedi                         | Sedibeng                 |                             |
| Carletonville - Fochville - Khutsong | Merafong                       | West Rand                |                             |
| Kagiso - Kromdraai - Krugersdorp - Magaliesburg - Muldersdrift | Mogale City                    | West Rand                |                             |
| Mohlakeng - Randfontein | Randfontein                    | West Rand                |                             |
| Bekkersdal - Westonaria | Westonaria                     | West Rand                |                             |

## Économie
C'est le cœur économique de l'Afrique du Sud où sont situées les principales mines d'or, les centres d'affaires et de finances et le siège du gouvernement.
C'est la plus petite province avec 18 000 km2 mais cependant la plus riche (40 % du PIB).

## Démographie

Carte montrant la répartition linguistique au sein du Gauteng.
Afrikaans
anglais
ndébélé du nord et ndébélé du sud
xhosa
zoulou
sepedi
sesotho
tswana
venda
tsonga
pas de langue dominante

Le Gauteng compte la moitié de la population blanche du pays, concentrée à Pretoria et dans la banlieue de Johannesburg.
Par groupe ethniques en 2011 :
- Noirs : 77,36 %
- Blancs : 15,60 %
- Coloureds : 3,45 %
- Asiatiques et Indiens : 2,91 %
- autres : 0,69 %

Par langue maternelle en 2011 :
- zoulou : 19,79 %
- anglais : 13,28 %
- afrikaans : 12,45 %
- sesotho : 11,55 %
- sepedi : 10,62 %
- tswana : 9,06 %
- xhosa : 6,60 %
- tsonga : 6,60 %
- ndébélé du nord et ndébélé du sud : 3,15 %
- autres : 3,08 %
- venda : 2,25 %
- swati : 1,13 %
- langue des signes : 0,44 %

## Politique
| Identité                                | Période         | Période           | Durée                     | Étiquette                 |
| Identité                                | Début           | Fin               | Durée                     | Étiquette                 |
| --------------------------------------- | --------------- | ----------------- | ------------------------- | ------------------------- |
| Tokyo Sexwale (né en 1953)              | 7 mai 1994      | 19 janvier 1998   | 3 ans, 8 mois et 12 jours | Congrès national africain |
| Mathole Motshekga (en) (né en 1949)     | 19 janvier 1998 | 15 juin 1999      | 1 an, 4 mois et 27 jours  | Congrès national africain |
| Mbhazima Shilowa (en) (né en 1958)      | 15 juin 1999    | 29 septembre 2008 | 9 ans, 3 mois et 14 jours | Congrès national africain |
| Paul Mashatile (né en 1961)             | 7 octobre 2008  | 6 mai 2009        | 6 mois et 29 jours        | Congrès national africain |
| Nomvula Mokonyane (née en 1963)         | 6 mai 2009      | 21 mai 2014       | 5 ans et 15 jours         | Congrès national africain |
| David Makhura (en) (né en 1968)         | 22 mai 2014     | 5 octobre 2022    | 8 ans, 4 mois et 13 jours | Congrès national africain |
| Andrek Panyaza Lesufi (en) (né en 1968) | 6 octobre 2022  |                   |                           | Congrès national africain |

| Parti | Parti                                  | Voix      | %     | Sièges |
| ----- | -------------------------------------- | --------- | ----- | ------ |
|       | Congrès national africain              | 2 168 253 | 50,19 | 37     |
|       | Alliance démocratique                  | 1 185 743 | 27,45 | 20     |
|       | Combattants pour la liberté économique | 634 387   | 14,69 | 11     |
|       | Front de la liberté                    | 153 844   | 3,56  | 3      |
|       | Parti Inkatha de la liberté            | 38 263    | 0,89  | 1      |
|       | Parti chrétien-démocrate africain      | 30 605    | 0,71  | 1      |
|       | Autres                                 | 108 842   | 2,51  | 0      |
| Total | Total                                  | 4 319 937 | 100   | 73     |

| Année | ACDP | ANC | COPE | DP/DA | EFF | FF/FF+ | ID | IFP | NP/NNP | PAC | UDM | Autres |
| ----- | ---- | --- | ---- | ----- | --- | ------ | -- | --- | ------ | --- | --- | ------ |
| 1994  | 1    | 50  | —    | 5     | —   | 5      | —  | 3   | 21     | 1   | —   | 0      |
| 1999  | 1    | 50  | —    | 13    | —   | 1      | —  | 3   | 3      | 0   | 1   | 1      |
| 2004  | 1    | 51  | —    | 15    | —   | 1      | 1  | 2   | 0      | 1   | 1   | 0      |
| 2009  | 1    | 47  | 6    | 16    | —   | 1      | 1  | 1   | 0      | 0   | 0   | 0      |
| 2014  | 0    | 40  | 0    | 23    | 8   | 1      | —  | 1   | 0      | 0   | 0   | 0      |
| 2019  | 1    | 37  | 0    | 20    | 11  | 3      | —  | 1   | 0      | 0   | 0   | 0      |

## Tourisme

Melrose House à Pretoria

Les points d'intérêts du Gauteng sont Pretoria, Johannesburg et Soweto.
Une insécurité alarmante régnant à Johannesburg, les touristes se limitent au quartier blanc de Sandton et à certains musées ou attractions de la périphérie de la ville comme le Gold Reef City et l'Apartheid museum.
La visite de Soweto s'effectue avec des voyagistes locaux.
Enfin, la ville historique de Pretoria est d'un accès facile avant de sojourner ou de revenir des réserves du Transvaal ou de Sun City.

## Sport

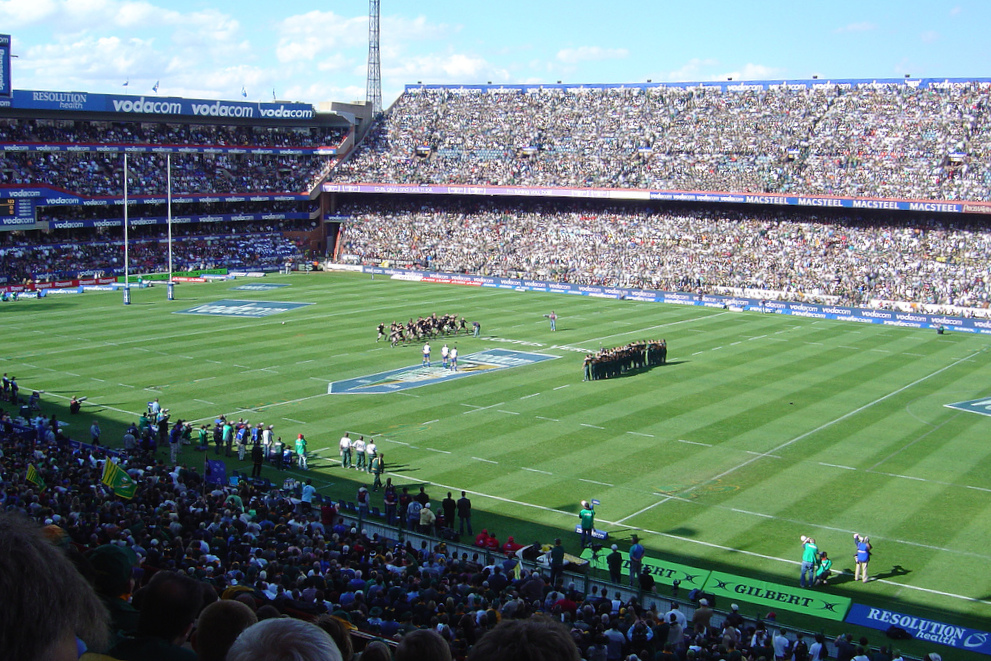
Stade Loftus Versfeld, à Pretoria, Afrique du Sud

En 2009, la province a lancé la coupe de Gauteng Future Champions des moins de 17 ans. La première édition de ce tournoi international a vu la participation de 12 clubs mondiaux parmi lesquels l'Inter Milan (Italie), Boca Juniors (Argentine), SC Corinthians (Brésil), l'Espérance sportive de Tunis (Tunisie), Green Town FC (Chine), Premier Indian Football Academy PIFA (Inde), Notwane FC (Botswana), K-Stars (Zambie) et autres clubs sud africains: Kaizer Chiefs, Moroka Swallows, la sélection de Sedibeng et la sélection de Johannesbourg.

## Desserte internationale
L'aéroport principal de la province et du pays est l'aéroport international Oliver Reginald Tambo (anciennement l'aéroport Jan Smuts) qui dessert aussi bien Johannesburg que Pretoria.
C'est la porte d'entrée principale du pays pour les étrangers.